# William Henry Harrison
William Henry Harrison (1773. február 9. – 1841. április 4.) az amerikai hadsereg tisztje, politikus, az Amerikai Egyesült Államok 9. elnöke, az utolsó, aki a függetlenségi nyilatkozat aláírása előtt született. Ő az első, aki hivatali ideje alatt hunyt el, mindössze 32 nappal beiktatása után, így a legrövidebb elnökség is hozzá köthető. Ahogyan az is, hogy 1981-ig, Ronald Reaganig ő számított a legidősebbnek, akit beiktattak ezen hivatalba.

## Életrajza
A Hampden-Sydney kollégiumban tanult és 1792-ben mint zászlótartó a hadseregbe lépett. 1794-ben hadnagy, 1797-ben kapitány lett.
Harrison az Északnyugati Territórium (a Mississippi, az Ohio és a Nagy-tavak közti terület) kongresszusi delegáltja, az Indiana Territórium kormányzója és később Ohio képviselője és szenátora az Amerikai Egyesült Államok Kongresszusában. Mint e tartomány képviselője a kongresszusban keresztülvitte az állami birtokok kis részletekben való eladásáról szóló törvényt, miáltal a nyugatnak gyors felvirágzását hathatósan előmozdította. Mint Indiana kormányzója az indiánokkal kötött szerződések útján körülbelül 200 000 km² területet szerzett az államnak.
Hírnevet akkor szerzett, amikor amerikai csapatokat vezetett a Tippecanoe-i csatában az indiánok ellen. A brit–amerikai háborúban tábornokként szolgált, a Thames folyó menti csatában sikerült stratégiailag fontos győzelmet aratnia. 1811-ben mint az amerikai csapatok vezére az angolok ellen, nagy katonai tehetségről tett tanúbizonyságot. Az angol csapatokat több ízben megverte, több erődítést elfoglalt, de mivel a washingtoni kormány rendeleteivel nem igen törődött, a fővezérségtől megfosztották, mire ő 1814-ben a magánéletbe vonult vissza.
A háború után Harrison Ohióba költözött, ahonnan beválasztották az Amerikai Egyesült Államok Képviselőházába, majd 1824-ben a szenátusba. Nem töltötte ki a teljes ciklust, mivel 1828 májusában kinevezték diplomáciai küldöttnek Kolumbiába. Hazatérése után Ohióban élt farmján amíg 1836-ban nem jelölték az elnöki posztra, a választást azonban elvesztette. Ismét visszatért farmjára, ott élt egészen addig, míg 1840-ben a whig-párt az elnökválasztásnál győzelemre vitte. 1841. március 4-én foglalta el hivatalát, de egy hónappal később meghalt. Hirtelen halálát szokták a sóni átokhoz kötni, illetve azzal magyarázni.

## Elődök és utódok
| Elődje: Martin Van Buren | Az Amerikai Egyesült Államok elnöke 1841. március 4. – 1841. április 4. | Utódja: John Tyler |